# Vlag van Castilië-La Mancha

Vlag van Castilië-La Mancha (ratio 2:3)

De vlag van Castilië-La Mancha bestaat uit twee gelijke vierkanten naast elkaar, waarbij het vierkant aan de hijszijde een gouden kasteel op een rode achtergrond toont en het andere vierkant geheel wit is. De vlag werd op 10 augustus 1986 officieel aangenomen.
Het kasteel is overgenomen van de standaard van het historische koninkrijk Castilië, waarbij de vormgeving wat werd aangepast, onder meer om het te onderscheiden van het kasteel op de vlag van Castilië en León.